# Warsaw Dark
Warsaw Dark – thriller filmowy w charakterze fikcji politycznej z 2008 roku w reżyserii Christophera Doyle’a, jednak swoją premierę miał dopiero w 2011 roku.
Okres zdjęciowy trwał od listopada do grudnia 2007. Zdjęcia kręcono w Warszawie.

## Fabuła
Film przedstawia świat, w którym biznes przenika do polityki, nie ma czystych reguł gry. Ten świat dla jednych jest historią samą w sobie, dla innych zaś tłem wielkiej miłości. Film oparty jest na głośnej, niewyjaśnionej sprawie morderstwa Jacka Dębskiego – szefa Urzędu Kultury i Turystyki w 2001 roku.

## Obsada
- Jan Frycz – Ernest
- Anna Przybylska – Ojka
- Adam Ferency – Grottger
- Jacek Poniedziałek – Remik
- Łukasz Simlat – George
- Violetta Arlak – żona Grottgera
- Lesław Żurek – Paul
- Jerzy Bończak – Lewy
- Agnieszka Mandat – matka Ojki
- Dariusz Juzyszyn – Misiek